# Helicobacteraceae
Die Helicobacteraceae sind eine Familie der Bakterien aus der Abteilung der Proteobakterien. Mit der Gattung Helicobacter sind einige wichtige Krankheitserreger für Menschen und Tiere vorhanden. Die Vorsilbe helix ist griechisch und bedeutet so viel wie spiralig und bezieht sich auf die Zellform der Typusgattung Helicobacter.

## Merkmale
Die Helicobacteraceae sind eine ökologisch und morphologisch, was die Zellform angeht, sehr vielfältige Gruppe. Es sind Arten mit spiralförmigen oder spindelförmigen sowie gekrümmten Stäbchenzellen vorhanden, die Zellen von Thiovulum sind hingegen rund oder eiförmig. Bei der Art Helicobacter acinonychis können spiralförmige Zellen als auch gekrümmte Stäbchen auftreten. Auch U-Formen sind bei der Gattung Helicobacter vorhanden. Der Gram-Test fällt, wie für die Proteobakterien typisch, negativ aus.
Einige Arten sind mikoaerophil, d. h., sie können nur in Umgebungen mit geringem Sauerstoffgehalt überleben. Auch anaerobe Arten sind vorhanden, diese können nur unter völligen Sauerstoffausschluss leben.
Thiovolum ist mit 600 Mikrometer pro Sekunde eines der sich am schnellsten fortbewegenden Bakterien überhaupt.

## Ökologie
Helicobacteraceae ist eine ökologisch sehr vielfältige Gruppe. So sind Sulfuricurvum kujiense und Sulfurimonas autotrophica schwefeloxidierende Bakterien. Sie oxidieren Schwefelverbindungen, wie z. B. Schwefelwasserstoff (H2S) mit Sauerstoff (O2) zu elementarem Schwefel (S). Bei diesen Reaktionen wird Energie frei, die von den Bakterien zur Assimilation von Kohlenstoffdioxid genutzt wird, es handelt sich also um chemolithoautotroph Bakterien. Mikroorganismen die Schwefel oxidieren sind sehr wichtig für den Schwefelkreislauf der Erde.
Sulfuricurvum kujiense kann Schwefelwasserstoff, elementaren Schwefel und Thiosulfat oxidieren. Es kann auch molekularen Wasserstoff (H2) als Elektronenspender nutzen. Das Bakterium kann unter völligen Ausschluss von Sauerstoff leben (anaerob) und zeigt auch unter mikroaeroben Bedingungen, mit Sauerstoffkonzentration von 1 %, Wachstum. Unter anaeroben Bedingungen nutzt es als terminalen Elektronenakzeptor Nitrat. Nitrit wird von dem Bakterium nicht genutzt. Unter mikroaeroben Bedingungen nutzt es Sauerstoff als Akzeptor.
Sulfurimonas autotrophica ist streng aerob und nutzt ebenfalls Schwefelwasserstoff, elementaren Schwefel und Thiosulfat zur Schwefeloxidation, allerdings kann es ausschließlich Sauerstoff als terminalen Elektronenakzeptor nutzen. Auch molekularen Wasserstoff  kann es nicht zur Energiegewinnung nutzen.

## Krankheitserreger
Einige Arten von Helicobacter sind wichtige Krankheitserreger des Menschen. So ist Helicobacter pylori die Hauptursache des Magen- und Zwölffingerdarmgeschwürs und ein wesentlicher Risikofaktor für das Magenkarzinom. Das Bakterium umgibt sich mit Ammoniak, welches es aus der Spaltung von Harnstoff durch Urease bildet. Durch diesen Ammoniakmantel ist es gegen die Magensäure geschützt. Das Enzym zeigt hierbei eine im Verhältnis zu anderen Bakterien sehr hohe Aktivität. Wolinella ist ungefährlich und kommt in der Mundhöhle gesunder Menschen vor.

## Systematik
Folgende Gattungen sind in dieser Familie enthalten:
- Helicobacter Goodwin et al. 1989
- Sulfuricurvum Kodama and Watanabe 2004
- Sulfurimonas Inagaki et al. 2003
- Sulfurovum Inagaki et al. 2004
- Thiovulum  Hinze 1913
- Wolinella Tanner et al. 1981